# 皮埃特羅·達·科爾托納
皮埃特羅·達·科爾托納（義大利語：Pietro da Cortona，1596年11月1日—1669年5月16日），十七世纪意大利的雕塑家、建筑師和画家。原名Pietro Berrettini，因出生在科尔托纳镇而得到科尔托纳的名号。他是意大利巴洛克鼎盛时期的奠基人之一。代表作品是位於羅馬巴貝里尼宮大廳的壁畫《神意与乌尔班八世的颂赞》。

## 生平
皮埃特羅·達·科爾托納出生在意大利科尔托纳镇（当时属于托斯卡纳大公国）的一个工匠家庭里。少年时代的科尔托纳曾经跟随佛罗伦萨画家安德里亚·卡莫迪学习绘画。大约1612年，他来到罗马，在罗马，他欣赏到了文艺复兴时期的大师拉斐尔、米开朗基罗、柯勒乔等人的代表作。他临摹的拉斐尔壁画作品使得他开始受到关注。

## 建筑风格

### 巴貝里尼宮大廳
在科尔托纳的时代，壁画在罗马十分盛行。1633年，教皇乌尔班八世委托科尔托纳为他家族居住的行宫绘制一副大型壁画。六年之后，科尔托纳完成了这幅题为《神意与乌尔班八世的颂赞》的巨型壁画。壁画内容极尽浩繁富丽。画面为长方形，空间开阔，中心云雾缭绕，仿佛仙境。四周云雾奔腾环绕着众多人物。这些人物富于动感，衣饰华丽，色彩鲜艳明亮，都朝向中心腾飞而去。虽然是一副平面的壁画，但站在大殿中央向上仰望的话，会感觉头顶是真正的无底虚空，所有壁画人物正腾空而去，飞向虚空深处。这幅壁画是巴洛克时代绘画的分水岭。